# Paracladura edwardsi
Paracladura edwardsi är en tvåvingeart som beskrevs av Alexander 1929. Paracladura edwardsi ingår i släktet Paracladura och familjen vintermyggor. Inga underarter finns listade i Catalogue of Life.